# Sintesi della triptamina di Abramovitch-Shapiro
La sintesi della triptamina di Abramovitch-Shapiro (in inglese Abramovitch–Shapiro tryptamine synthesis) è una reazione organica per la sintesi delle triptamine.